# The Help
The Help (en España, Criadas y señoras; en Hispanoamérica, Historias cruzadas) es una película dramática estadounidense estrenada el 10 de agosto del 2011. Dirigida por Tate Taylor y protagonizada por Emma Stone, Viola Davis, Octavia Spencer –Óscar y Globo de Oro a la mejor actriz de reparto– y Bryce Dallas Howard, está basada en la novela Criadas y señoras, de Kathryn Stockett.

## Sinopsis
Eugenia «Skeeter» Phelan es una joven de 23 años que ha regresado a su casa en Jackson, Misisipi, en el sur de Estados Unidos, tras terminar sus estudios en la universidad estatal. Con la idea de ser escritora, en plena década de los 60 comienza a ver a su entorno social con otros ojos, mientras su madre solo piensa en casarla.
Aibileen Clark  es una trabajadora doméstica negra que ha criado a diecisiete niños blancos. Tras perder a su hijo mientras sus jefes blancos miraban para otro lado, Aibileen siente que algo ha cambiado en su vida y se compromete con la educación de la niña que tiene a su cargo, aunque sabe que el paso del tiempo hará que se separen.
Minny Jackson es la mejor amiga de Aibileen, una mujer bajita e irascible. Es conocida como la mejor cocinera de la ciudad, y luego de un acto de rebeldía con su jefa se queda desempleada, hasta que encuentra a una familia que la acoge como parte de ella.
Skeeter, Aibileen y Minny se unirán para llevar a cabo un proyecto clandestino que supondrá un gran riesgo para todas ellas; sin embargo, se embarcan en él con el fin de tratar de liberarse de las ataduras de la época, la ciudad y de los prejuicios de sus habitantes.

## Argumento
En 1963, la narradora Aibileen Clark (Viola Davis) es una trabajadora doméstica afroamericana ("sirvienta") en Jackson, Misisipi. Trabaja para la socialité Elizabeth Leefolt (Ahna O'Reilly) y cría a su hija de dos años, Mae Mobley (Emma y Eleanor Henry), a quien Elizabeth descuida por ser gordita. La mejor amiga de Aibileen, Minny Jackson (Octavia Spencer), trabaja para la Sra. Walters (Sissy Spacek) y su manipuladora hija Hilly Holbrook (Bryce Dallas Howard), quien lidera el grupo de mujeres de la alta sociedad.
La mejor amiga mutua de Elizabeth y Hilly, Eugenia "Skeeter" Phelan (Emma Stone), es una aspirante a escritora y soltera, recién graduada de la universidad de Misisipi que ha sido rechazada por una editorial de Nueva York. Después de conseguir un trabajo local escribiendo una columna de cuidado del hogar, se vuelve cada vez más consciente de las malas y degradantes condiciones de trabajo de las empleadas domésticas de la ciudad, incluida la insistencia de Hilly en instalar baños separados, una práctica que quiere consagrar en el código de construcción. Skeeter se entera de que su madre Charlotte (Allison Janney) ha despedido a Constantine (Cicely Tyson), la sirvienta que la crio, y decide escribir un libro de entrevistas con sirvientas como una forma de avanzar en su carrera.
Hilly pronto despide a Minny por usar de manera desafiante un baño interior durante un tornado que causa múltiples muertes. Hilly, vengativa, deja a Minny sin empleo al decirles a otras amas de casa que Minny le ha robado, lo que obliga a la hija adolescente de Minny a dejar la escuela y tomar un trabajo como sirvienta. Aibileen escucha que Celia Foote (Jessica Chastain), un ama de casa de "basura blanca" condenada al ostracismo por la alta sociedad, busca una sirvienta. Celia, abrumada por una gran casa heredada y limitadas habilidades culinarias, contrata agradecida a Minny sin decírselo a su esposo Johnny (Mike Vogel), el antiguo interés amoroso de Hilly. Celia sufre un aborto espontáneo y le revela a Minny que se comprometió con Johnny después de quedar embarazada y luego tuvo un aborto espontáneo. Celia y Minny hablan sobre los celos de Hilly por Celia y el amor no correspondido por Johnny.
Aibileen accede a la entrevista de Skeeter después de un sermón dinámico de su pastor, al igual que Minny. Elaine Stein (Mary Steenburgen), editora de Skeeter en Harper & Row, le dice que necesita más de dos historias de sirvientas para escribir un libro, pero el temor a represalias violentas o la pérdida del trabajo impide que otras sirvientas se presenten. Aibileen le cuenta a Skeeter sobre su lucha para hacer frente a la muerte de su único hijo, quien murió debido al cuidado negligente de su patrón después de un accidente en el trabajo. Skeeter escribe lentamente un artículo en el boletín de la Junior League sobre los baños "separados pero iguales" para Hilly, en lugar de eso, crea un error de imprenta que la avergüenza.
Hilly se niega a adelantarle dinero a su nueva criada, Yule May (Aunjanue Ellis), quien le pide $75 para poder enviar a sus hijos gemelos a la universidad. Yule May descubre un anillo perdido debajo de un sofá y lo empeña, y es arrestada violentamente después de que Hilly la denuncia. Este incidente y el asesinato de Medgar Evers inspiran a más sirvientas a contarle a Skeeter sus historias.
Skeeter, Aibileen y Minny temen que se reconozcan las historias de las criadas. Minny revela algo "terriblemente horrible" como una forma de seguro: después de su despido, Minny le trajo a Hilly su famoso pastel de chocolate, pero explica, después de que Hilly se hubiera comido dos rebanadas, que ella había mezclado sus propios excrementos en él; Más tarde, Hilly obligó a su madre a entrar en un hogar de ancianos por reírse de ella durante el incidente.
Skeeter confronta a su madre sobre la partida de Constantine. Charlotte confiesa que durante un almuerzo de las Hijas de América en su casa, despidió a Constantine porque la hija de Constantine, Rachel (Lachanze), desobedeció su orden de entrar a la casa por la cocina. Posteriormente, Rachel envió a Constantine, con el corazón roto, a Chicago, donde murió más tarde. Al enterarse de esto, Skeeter rompe a llorar y sale corriendo de la habitación.
"The Help" se publica de forma anónima y es leído ampliamente por la población blanca y negra de Jackson. Skeeter divide las ganancias entre las sirvientas, quienes reciben el equivalente al pago de varias semanas cada una, con "más por venir". El novio de Skeeter, Stuart (Chris Lowell), deduce que ella ha escrito el libro y rompe con ella por ser disruptiva. Minny le revela lo "terriblemente horrible" a Celia, quien escribe un cheque para una causa de la Junior League, a nombre de "Two Slice Hilly". Cada vez más aterrorizada, Hilly amenaza con demandar a Skeeter por difamación, pero retrocede cuando Skeeter le recuerda que tendría que admitir públicamente la historia del pastel. Charlotte interviene, demostrando que sabe sobre lo "terriblemente horrible", y ordena a Hilly que se vaya de la propiedad. Skeeter y su madre se reconcilian.
Johnny le dice a Minny que sabe que ella ha estado trabajando en su casa y que tiene seguridad laboral permanente debido a su compasión por Celia y su excelente cocina. La promesa de un futuro empleo hace posible que Minny y sus hijos dejen a su abusivo esposo. Los miembros de la iglesia de Aibileen la honran por su liderazgo en la publicación y los miembros del pueblo firman libros para Skeeter y Aibileen. Minny y Aibileen alientan a Skeeter a aceptar una oferta de trabajo en Nueva York porque se ha esforzado con el bienestar de la sociedad al publicar el libro.
Buscando venganza, Hilly presiona a Elizabeth para que despida a Aibileen, alegando que ha robado cubiertos. Aibileen se enfrenta a Hilly, que sale corriendo llorando, y Elizabeth le ordena a Aibileen que se vaya. Aibileen se despide de Mae y le suplica a Elizabeth que ame a su hija; al ver la respuesta entre lágrimas de su hija a la partida de "Aibie", Elizabeth llora. Al alejarse de la casa, Aibileen reflexiona sobre los hechos, se retira del trabajo doméstico y planifica su futuro como escritora.

## Reparto
- Emma Stone como Eugenia "Skeeter" Phelan, graduada universitaria y aspirante a escritora.
- Viola Davis como Aibileen Clark, una criada negra y buena amiga de Skeeter.
- Octavia Spencer como Minny Jackson, una cocinera brillante pero sabionda que ha sido despedida un montón de veces. Es la mejor amiga de Aibileen.
- Bryce Dallas Howard como Hilly Holbrook, la antagonista y cabecilla racista de la ciudad, muy estirada y aristocrática.
- Jessica Chastain como Celia Foote, la ingenua pero noble empleadora de Minny y esposa de Johnny.
- Allison Janney como Charlotte Phelan, madre de Skeeter.
- Ahna O'Reilly como Elizabeth Leefolt, señora de Aibileen. Es muy negligente con sus hijos y en una ocasión golpea a su hija menor, Mae Mobley.
- Chris Lowell como Stuart Whitworth, novio de Skeeter e hijo de un senador.
- Cicely Tyson como Constantine Bates, querida doncella de la infancia de Skeeter.
- Mike Vogel como Johnny Foote, exnovio de Hilly y marido de Celia.
- Sissy Spacek como la señora Walters, madre de Hilly.
- Anna Camp como Jolene French, amiga de Hilly y de Elizabeth.
- Brian Kerwin como Robert Phelan, el padre de Skeeter.
- Aunjanue Ellis como Yule May Davis, una criada despedida por Hilly por empeñar un anillo que robó de la casa Holbrook para pagar la educación de sus hijos.
- Emma y Eleanor Henry como Mae Mobley Leefolt, hija pequeña de Elizabeth.
- Ted Welch como William Holbrook, marido de Hilly.
- LaChanze como Rachel Bates, hija de Constantine.
- Mary Steenburgen como Elaine Stein, editora de Harper & Row.
- Leslie Jordan como el señor Blackly.
- Nelsan Ellis como Henry, el camarero.
- Wes Chatham como Carlton Phelan, hermano de Skeeter.
- Tiffany Brouwer como Rebecca, prometida de Carlton.
- Kelsey Scot como Sugar Jackson, hija de Minny.
- David Oyelowo como el pastor Green.
- Dana Ivey como Grace Higginbotham.
- Ashley Johnson como Mary Beth Caldwell.

## Producción

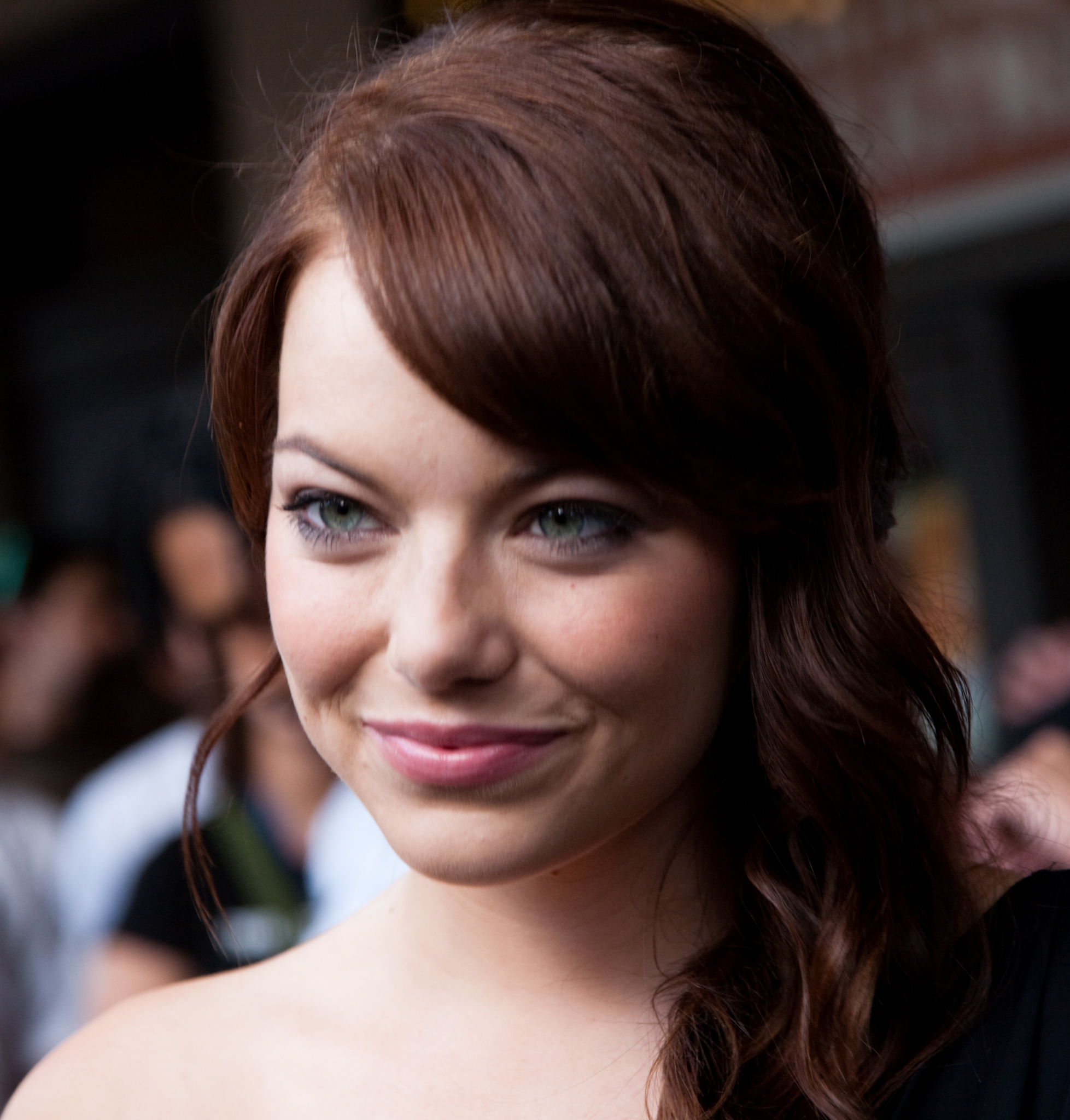
Emma Stone como Eugenia Phelan.

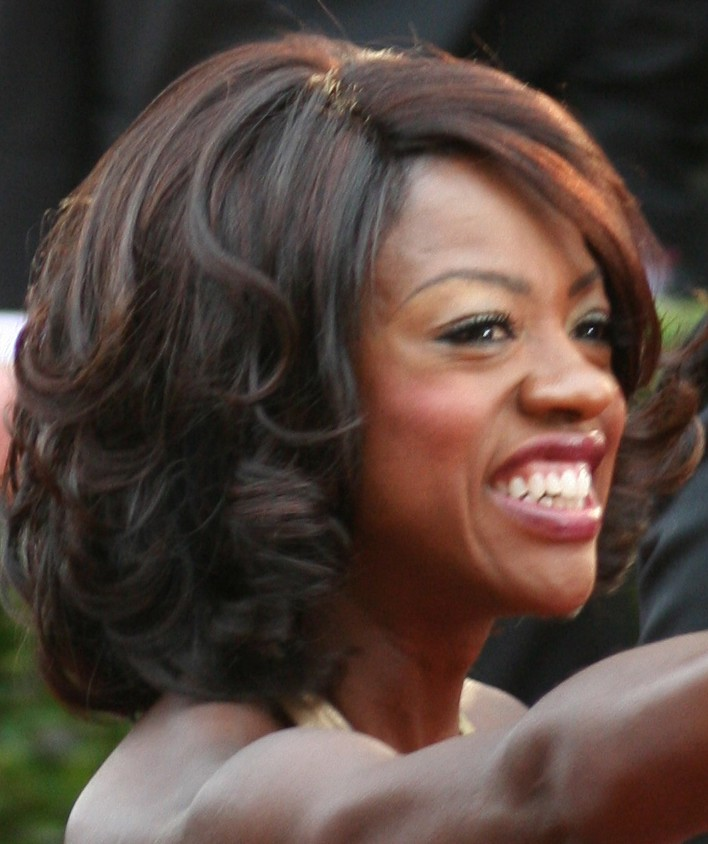
Viola Davis como Aibileen Clark.

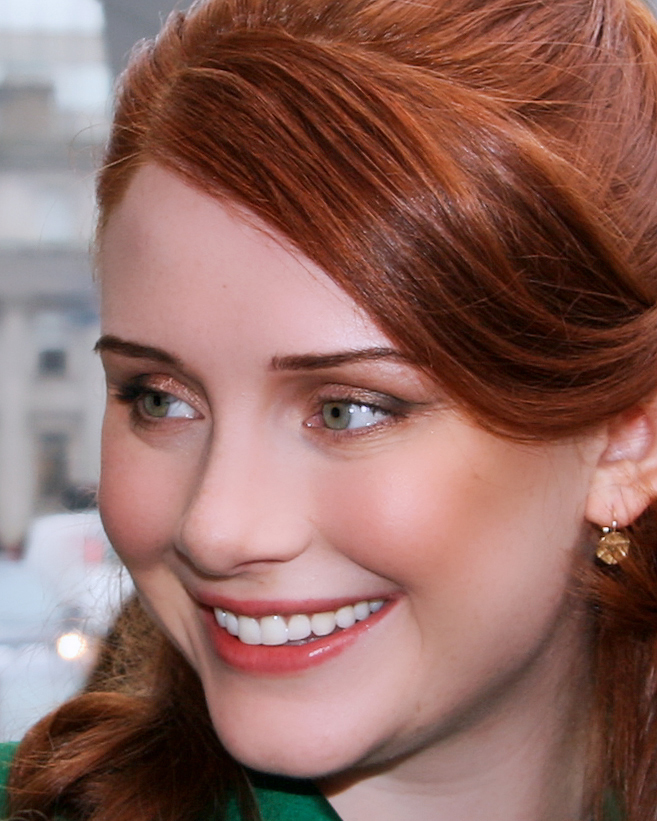
Bryce Dallas Howard como Hilly Holbrook.

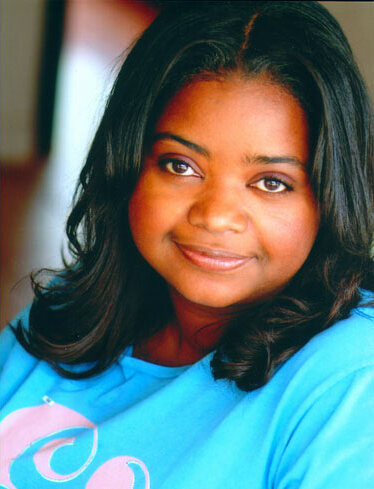
Octavia Spencer como Minny Jackson.

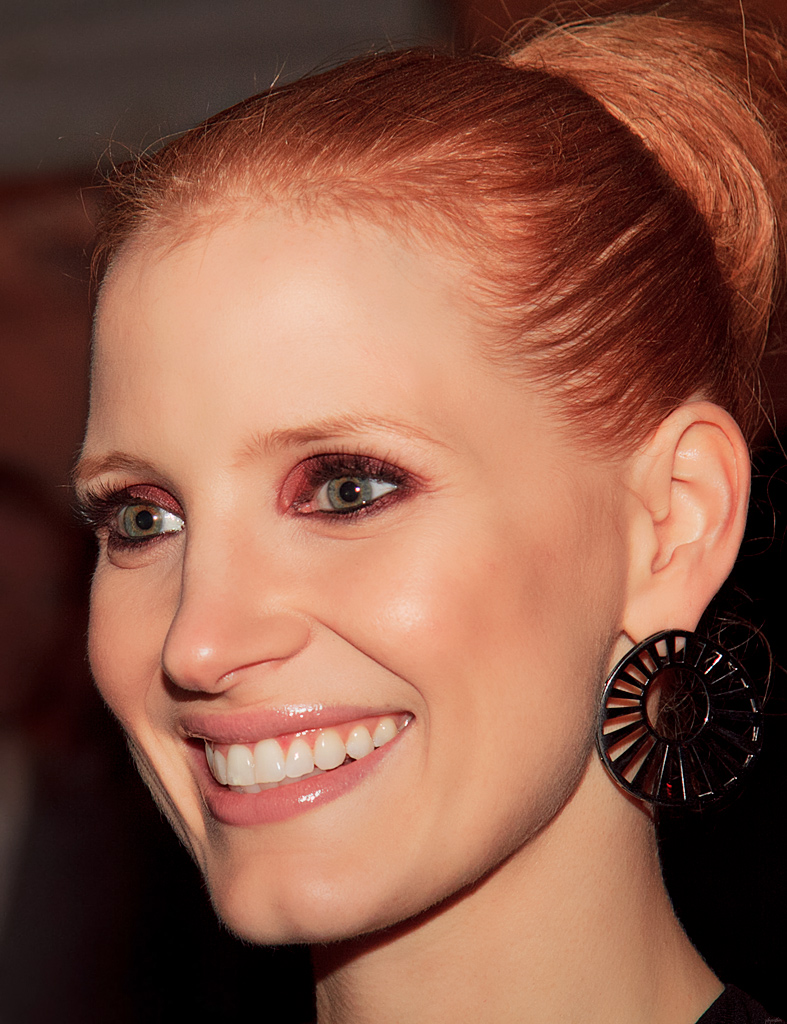
Jessica Chastain como Celia Foote.

La película se empezó a filmar en el mes de julio de 2010. Se rodó íntegramente en el estado de Misisipi, Estados Unidos; más concretamente, en las localidades de Jackson, Greenwood y Clarksdale. Numerosos críticos especializados y expertos en la taquilla resaltaron las similitudes entre The Help y The Blind Side (2009), puesto que tienen una temática similar, fueron bien recibidas por la prensa cinematográfica y ambas obtuvieron grandes recaudaciones. El primer tráiler fue lanzado por Buena Vista International el 18 de abril de 2011 y el cartel cinematográfico se presentó días después del lanzamiento del tráiler, el 21 de abril de 2011.

### Controversia
El libro no está basado en la realidad; sin embargo, Ablene Cooper señaló que trabajaba como empleada doméstica para el hermano de la autora, Kathryn Stockett, y presentó una demanda judicial acusando a Stockett de utilizar su nombre e imagen sin permiso.
La demanda solicitaba 75.000 dólares como compensación por los daños y perjuicios causados, y expresaba que la negativa de Stockett a admitir que el personaje se basaba en Cooper era «tan escandalosa y tan extrema como para ir más allá de todos los límites de la decencia humana, y es absolutamente intolerable en una sociedad civilizada». La demandante también señalaba que «perdí a mi hijo poco antes de ir a trabajar a casa del hermano de Stockett, algo que queda reflejado en el personaje de Aibileen en el libro y en la película». La autora del libro declaró que «he visto a esta persona dos veces, quizá tres, durante diez segundos... estoy confusa por saber de dónde viene todo esto... yo no conozco a esta persona». Finalmente, un juez del condado de Hinds desestimó la demanda, por haber prescrito el caso.
Por otro lado, la Association of Black Women Historians hizo públicas sus declaraciones en la página web oficial de su organización, explicando que la asociación está dispuesta a «ofrecer un contexto histórico para hacer frente a los estereotipos generalizados que se presentan en el libro y en su posterior adaptación cinematográfica».

## Recepción

### Respuesta crítica
Según la página web especializada Rotten Tomatoes, la película obtuvo un 74% de comentarios positivos, llegando a la siguiente conclusión: «Aunque peca de quitar importancia a los temas sobre el racismo, The Help se sustenta en las interpretaciones de su reparto, especialmente en la de Viola Davis, cuya actuación es lo suficientemente poderosa para cargar con la película por sí sola». Roger Ebert señaló que la cinta era «una fábula para sentirse bien (…). Viola Davis es una fuerza de la naturaleza y Octavia Spencer tiene un rostro maravillosamente expresivo y un impecable tempo cómico». Peter Travers escribió para Rolling Stone que «The Help es un impresionante regalo, una historia profundamente emotiva y llena de humor y desengaño y unas sublimes interpretaciones de Viola Davis, Octavia Spencer, Emma Stone y compañía». En la página web Metacritic, la película obtuvo críticas positivas, con un 62% de aprobación, con base en 39 comentarios, de los cuales 23 fueron positivos.

### Taquilla
Estrenada en 2.532 cines estadounidenses, debutó en segunda posición con 26 millones de dólares, con una media por sala de 10.278 dólares, por detrás de Rise of the Planet of the Apes y por delante de Final Destination 5. En su segunda semana en exhibición se colocó en la primera posición de la clasificación estadounidense. Recaudó en Estados Unidos 169 millones de dólares. Sumando las recaudaciones internacionales, la cifra asciende a 211 millones. El presupuesto estimado invertido en la producción fue de 25 millones. En la siguiente tabla se muestran los diez primeros países donde obtuvo mayores cifras:
| País           | Recaudación (en USD) |
| -------------- | -------------------- |
| Estados Unidos | 169.708.112          |
| Australia      | 7.898.696            |
| Reino Unido    | 6.845.373            |
| España         | 4.990.462            |
| Francia        | 4.450.322            |
| Países Bajos   | 1.828.990            |
| Dinamarca      | 1.694.204            |
| Italia         | 1.432.237            |
| Nueva Zelanda  | 1.385.045            |
| Corea del Sur  | 976.256              |

## Premios y nominaciones
Premios Óscar
| Año  | Categoría               | Persona          | Resultado |
| ---- | ----------------------- | ---------------- | --------- |
| 2011 | Mejor película          | Mejor película   | Candidata |
| 2011 | Mejor actriz            | Viola Davis      | Candidata |
| 2011 | Mejor actriz de reparto | Octavia Spencer  | Ganadora  |
| 2011 | Mejor actriz de reparto | Jessica Chastain | Candidata |

Globos de Oro
| Año  | Categoría               | Persona                                      | Resultado  |
| ---- | ----------------------- | -------------------------------------------- | ---------- |
| 2011 | Mejor película - Drama  | Mejor película - Drama                       | Candidata  |
| 2011 | Mejor actriz - Drama    | Viola Davis                                  | Candidata  |
| 2011 | Mejor actriz de reparto | Octavia Spencer                              | Ganadora   |
| 2011 | Mejor actriz de reparto | Jessica Chastain                             | Candidata  |
| 2011 | Mejor canción original  | Mary J. Blige Thomas Newman Harvey Mason Jr. | Candidatos |

Premios BAFTA
| Año  | Categoría               | Persona          | Resultado |
| ---- | ----------------------- | ---------------- | --------- |
| 2011 | Mejor película          | Mejor película   | Candidata |
| 2011 | Mejor actriz            | Viola Davis      | Candidata |
| 2011 | Mejor actriz de reparto | Octavia Spencer  | Ganadora  |
| 2011 | Mejor actriz de reparto | Jessica Chastain | Candidata |
| 2011 | Mejor guion adaptado    | Tate Taylor      | Candidato |

Premios del Sindicato de Actores
| Año  | Categoría               | Persona          | Resultado |
| ---- | ----------------------- | ---------------- | --------- |
| 2011 | Mejor actriz            | Viola Davis      | Ganadora  |
| 2011 | Mejor actriz de reparto | Octavia Spencer  | Ganadora  |
| 2011 | Mejor actriz de reparto | Jessica Chastain | Candidata |
| 2011 | Mejor reparto           | Mejor reparto    | Ganadores |

El reparto al completo fue premiado en el Hollywood Film Festival. Jessica Chastain fue nombrada «mejor actriz de reparto» del año por la New York Film Critics Circle Awards. La cinta fue premiada además en la categoría de «mejor reparto» en el National Board of Review, y fue candidata en la Broadcast Film Critics Association en ocho categorías: «mejor película», «mejor actriz» (Davis), «mejor actriz de reparto» (Spencer y Chastain), «mejor reparto», «mejor guion adaptado», «mejor canción» -The Living Proof- y «mejor vestuario», y obtuvo premios en las categorías de «mejor actriz», «mejor actriz de reparto» (Spencer) y «mejor reparto».